# Mount Segers
Mount Segers är ett berg i Antarktis. Det ligger i Västantarktis. Chile gör anspråk på området. Toppen på Mount Segers är 2 460 meter över havet, eller 453 meter över den omgivande terrängen. Bredden vid basen är 3,1 km.
Terrängen runt Mount Segers är bergig västerut, men österut är den kuperad. Trakten är obefolkad. Det finns inga samhällen i närheten.